# Адльванг
Адльванг (нем. Adlwang) — коммуна (нем. Gemeinde) в Австрии, в федеральной земле Верхняя Австрия.
Входит в состав округа Штайр.  Население составляет 1644 человека (на 31 декабря 2005 года). Занимает площадь 17 км².

## Политическая ситуация
Бургомистр коммуны — Франц Хисльмайр (АНП) по результатам выборов 2003 года.
Совет представителей коммуны (нем. Gemeinderat) состоит из 19 мест.
- АНП занимает 12 мест.
- СДПА занимает 5 мест.
- АПС занимает 2 места.